# Centre lillois d'études et de recherches sociologiques et économiques
 (juin 2010).
Si vous disposez d'ouvrages ou d'articles de référence ou si vous connaissez des sites web de qualité traitant du thème abordé ici, merci de compléter l'article en donnant les références utiles à sa vérifiabilité et en les liant à la section « Notes et références ».
Le Centre lillois d’études et de recherches sociologiques et économiques (Clersé) est une unité mixte de recherche de l'Université de Lille et du CNRS créée en 1982.
Une caractéristique importante du Clersé est d’associer à parts égales dans une même institution des économistes et des sociologues, ainsi que quelques anthropologues et démographes, et de favoriser les démarches de recherche pluridisciplinaires.

## Évaluation
Selon l'Agence d'évaluation de la recherche et de l'enseignement supérieur, dissoute en 2014, la note de l'unité était de A. La qualité scientifique
et production et le rayonnement et attractivité, intégration dans l’environnement étaient également notés A. La stratégie, gouvernance et vie du
laboratoire était notée à A+, tandis que l'appréciation du projet B.